# ستانيسلاف دزيويسز
ستانيسلاف يان دزيويسز ( ولد في 27 أبريل 1939) هو رجل دين بولندي للكنيسة الكاثوليكية. شغل منصب رئيس أساقفة مدينة كراكوف من عام 2005 حتى عام 2016. تم تعيينه كاردينالاً في عام 2006. كان مساعدًا مؤثرًا لفترة طويلة للبابا يوحنا بولس الثاني ، وصديقًا للبابا بنديكتوس السادس عشر، ومؤيدًا متحمسًا لتطويب يوحنا بولس الثاني.

## حياته الكهنوتية
ولد ستانيسواف جان دزيويسز في قرية رابا ويزنا لأبوين ستانيسواف دزيويسز،عامل السكك الحديدية، وزوجته زوفيا بيلارتشيك. وهو الخامس من بين سبعة أطفال، وله أربعة إخوة وأختان. أثناء الحرب العالمية الثانية، قامت العائلة بإخفاء رجل يهودي في منزلها. عندما كان ستانيسلاف الأصغر في التاسعة من عمره فقط، توفي والده بعد أن صدمه قطار أثناء عبوره خطوط السكك الحديدية. التحق بالمدرسة الثانوية الكلاسيكية، واجتاز امتحان النضج في عام 1957.
ثم التحق دزيفيتش بالمدرسة اللاهوتية الكبرى في كراكوف، حيث أكمل دراسته في الفلسفة واللاهوت. في 23 يونيو 1963، تمت رسامته كاهنًا لأبرشية كراكوف من قبل أسقفها المساعد، الأسقف كارول فويتيلا . كانت مهمته الأولى هي العمل كقسيس في إحدى الأبرشيات في ماكوف بودالانسكي، حيث خدم لمدة عامين. ثم واصل دراسته في كلية اللاهوت في كراكوف، وتخصص في الطقوس وحصل على إجازة في اللاهوت المقدس في عام 1967. في أكتوبر 1966، تم تعيينه من قبل رئيس الأساقفة فويتيلا، الذي تمت ترقيته إلى رئيس أساقفة كراكوف، ليشغل منصب سكرتيره الشخصي. ظل دزيفيتش في هذا المنصب حتى وفاة فويتيلا في عام 2005.
بالإضافة إلى واجباته كسكرتير شخصي، عمل دزيفيتش أستاذًا للطقوس الدينية في المعهد الديني العالي في كراكوف، ومحررًا للجريدة الرسمية لكوريا الأبرشية، وعضوًا وأمينًا للجنة الليتورجية الأبرشية، وعضوًا في المجلس الكهنوتي. كما شارك في أعمال لجنة السنة المقدسة (1974-1975) والمجمع الرعوي في كراكوف (1972-1978).
رافق دزيفيتش فويتيلا إلى المجمع البابوي في أغسطس 1978، والذي انتخب البابا يوحنا بولس الأول. وبعد وفاة يوحنا بولس الأول بعد ثلاثة وثلاثين يومًا، عاد هو وفويتيلا إلى المجمع التالي ، والذي انتخب فويتيلا بابا يوحنا بولس الثاني. تم تعيين دزيفيتش سكرتيرًا خاصًا رئيسيًا للبابا يوحنا بولس الثاني وشغل هذا المنصب طوال فترة حبرية البابا يوحنا بولس الثاني التي استمرت 27 عامًا.
في عام 1981 حصل على درجة دكتوراه في اللاهوت المقدس من كلية اللاهوت في كراكوف، بأطروحة بعنوان عبادة القديس ستانيسلاوس، أسقف كراكوف، حتى مجمع ترينت.
تم تعيين دزيفيتش أسقفًا فخريًا لسان ليون ورئيسًا مشتركًا لمحافظة البيت البابوي في 7 فبراير 1998. تم تكريسه أسقفًا في 19 مارس من ذلك العام من قبل البابا يوحنا بولس الثاني مع المشاركين في التكريس الكاردينال أمين سر دولة الفاتيكان الكاردينال أنجيلو الكاردينال سودانو والكاردينال رئيس أساقفة كراكوف الكاردينال فرانسيسزيك ماشارسكي . قام البابا يوحنا بولس الثاني بترقية دزيفيتش إلى رتبة رئيس أساقفة في 29 سبتمبر 2003.
في عام 2004، بدا أن دزيفيتش هو مصدر اقتباس من البابا يوحنا بولس الثاني يؤيد فيلم آلام المسيح، الأمر الذي تطلب توضيحًا من مسؤولي الفاتيكان لأن البابا لم يقدم مثل هذه التأييدات أبدًا.

## وفاة البابا يوحنا بولس الثاني
وبما أن الفاتيكان نفى تدهور صحة البابا، فقد ذكرت صحيفة "إل ميساجيرو " الرومانية أن دزيفيتش قال لأحد الكهنة: "صلوا من أجل البابا، لأن حالته تتدهور". وفي 31 مارس 2005، قام دزيفيتش بمنح البابا مسحة المرض. قبل وفاة يوحنا بولس الثاني، قيل إن دزيفيتش ساعده في كتابة رسالة إلى موظفيه بعدم الحزن، وأنه (يوحنا بولس الثاني) كان سعيدًا وأنهم يجب أن يكونوا كذلك. في عام 2013، قال دزيفيتش أن البابا يوحنا بولس الثاني لم يستقيل بسبب تدهور صحته لأنه كان يعتقد "أنه لا يمكن النزول عن الصليب".
عندما توفي البابا يوحنا بولس الثاني في 2 أبريل/نيسان 2005، كان دزيفيتش بجانبه. وفقًا للقواعد التي وضعها البابا يوحنا بولس الثاني، قام دزيفيتش بحزم أمتعته وغادر الشقق البابوية قبل أن يتم ختمها من قبل الكاميرلينجو . خلال القداس الجنائزي للبابا يوحنا بولس الثاني في 8 أبريل، كان لدزيفيتش شرف وضع حجاب حريري أبيض على وجه البابا قبل إنزال الجثمان في ثلاثة توابيت منفصلة. كان هذا آخر عمل له في خدمته كسكرتير بابوي. كان أحد الأشخاص القلائل الذين ذكرهم البابا يوحنا بولس الثاني في وصيته، حيث كتب: "وأنا أشكره على مساعدته وتعاونه، وتفهمه على مدار سنوات عديدة".

## مشاركة ماسيل وجروير
دعم دزيفيتش الكاهن الكاثوليكي الروماني مارسيال ماسيل ديجولادو من المكسيك، مؤسس جوقة المسيح وحركة ريجنوم كريستي. وكتب المؤلف جيسون بيري أن ماسيل أمضى سنوات في حشد الدعم من الفاتيكان من خلال تحويل الأموال إلى الفاتيكان. في عهد ماسيل، قامت جماعة المسيح بتوجيه تدفقات من المال عبر دزيفيتش إلى البابا والفاتيكان، وهي المبالغ التي تم تخصيصها للاستخدام فيما يتعلق بالقداسات الخاصة للبابا في القصر الرسولي. في أواخر حياة ماكيل، تم الكشف عن أنه كان يعتدي على الأولاد وإنجاب ما يصل إلى ستة أطفال، اثنان منهم يُزعم أنه اعتدى عليهما، مع امرأتين على الأقل.
كان دزيويسز فعالاً في منع التحقيق في مزاعم إساءة معاملة الأطفال ضد الكاردينال البيندكتيني الراحل هانز هيرمان جروير، رئيس أساقفة فيينا. تولى جروير، الذي توفي في عام 2003، رئاسة أبرشية فيينا وترأس المؤتمر الأسقفي النمساوي المؤثر. وقد أشاد البابا يوحنا بولس الثاني بجروير، الذي كان ينكر دائمًا ارتكاب أي خطأ، ووصفه بأنه خادم مخلص. لكن أساقفة النمسا الكاثوليك الرومان كان لهم رأي مختلف. وبمناسبة زيارتهم إلى روما في عام 1998، أبلغ الأساقفة النمساويون البابا أنهم، بصفتهم هيئة أساقفة، قد توصلوا إلى يقين أخلاقي بأن الاتهامات الموجهة إلى الكاردينال جروير لها أساس من الصحة.

## ما بعد التقاعد
في نوفمبر/تشرين الثاني 2020، بثت قناة الأخبار البولندية فيلمًا وثائقيًا يزعم أن دزيفيتش فشل في التحقيق في مزاعم الاعتداء الجنسي أثناء توليه منصب رئيس الأساقفة. في عام 2022، برأ تحقيق أجراه الفاتيكان بقيادة الكاردينال أنجيلو باجناسكو دزيفيز من ارتكاب أي مخالفات.